# 1721 en science
| Années de la science : 1718 - 1719 - 1720 - 1721 - 1722 - 1723 - 1724    |
| Décennies de la science : 1690 - 1700 - 1710 - 1720 - 1730 - 1740 - 1750 |

Cet article présente les faits marquants de l'année 1721 en science.

## Événements
- 11 mai : première inoculation officielle en Angleterre. La pratique de l’inoculation, introduite par Mary Wortley Montagu à son retour de Turquie, est popularisé par Edward Jenner, qui fait reculer la variole en Grande-Bretagne[1].

- Richard Newsham (en), fabricant de boutons à Londres, dépose un brevet pour une pompe à incendie manuelle [2].

## Naissances

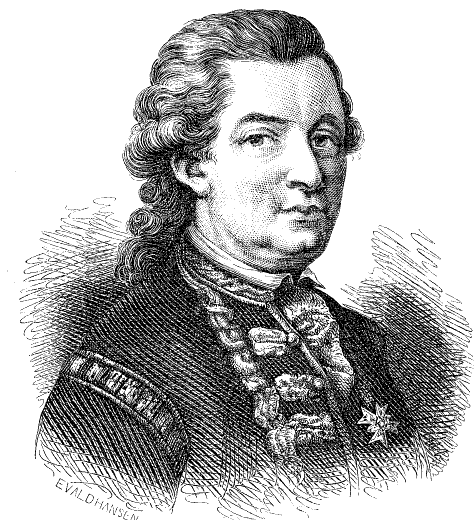
Frédéric Henry de Chapman

- 21 mai : Jacques Chapelle (mort en 1773), chimiste, céramiste et faïencier français.
- 9 septembre : Frédéric Henry de Chapman († 1808), architecte naval suédois.

## Décès
- 31 août : John Keill (né en 1671), mathématicien écossais.
- 11 septembre : Rudolf Jakob Camerarius (né en 1665), botaniste allemand.